# Сент-Джордж (графство)
Сент-Джордж (англ. Saint George) — бывшее графство на территории Тринидада и Тобаго.

## География и административное деление
Площадь графства составляла 912 кв. километров. Граничило с графствами Сэнт-Андру, Сент-Дэвид и Карони, а также имело выход к Заливу Пария и Карибскому морю. На территории региона находилась наивысшая точка страны — Эль-Серро-дель-Арипо.
Регион делился на шесть уордов:
- Сент-Аннс
- Бланчиссу
- Такаригуа
- Арима
- Диего-Мартин
- Сент-Рафаэль[3]

На территории графства находилось множество крупных городов, включая столицу государства — Порт-оф-Спейн.

## Разделение
В 1990 году все графства были упразднены, а их территория перешла к различным регионам. Территория Сэнт-Джорджа была распределена между регионами Кува-Табаквит-Талпаро, Сан-Хуан — Лавентиль, Тунапуна-Пиарко и Диего-Мартин, а города Порт-оф-Спейн и Арима получили самоуправление.